# نفيسة بنت الحسن
نفيسة بنت الحسن بن زيد بن الحسن بن علي بن أبي طالب (ربيع الأول 145 هـ - رمضان 208 هـ)، من سيدات أهل البيت، اشتهرت بالعبادة والزهد، وهي صاحبة المسجد المشهور بالقاهرة (مسجد السيدة نفيسة).

## سيرتها
ولدت نفيسة بنت الحسن بن زيد بن الحسن بن علي بن أبي طالب في مكة في 11 ربيع الأول 145 هـ، وأمها زينب بنت الحسن بن الحسن بن علي بن أبي طالب، وقيل أن أمها أم ولد، وأن زينب أم إخوتها. انتقل بها أبوها إلى المدينة المنورة وهي في الخامسة؛ فكانت تذهب إلى المسجد النبوي وتسمع إلى شيوخه، وتتلقى الحديث والفقه من علمائه، حتى لقبها الناس بلقب «نفيسة العلم» قبل أن تصل لسن الزواج.
تقدّم الكثيرون للزواج من نفيسة لدينها وعبادتها، إلى أن قبل أباها بتزويجها بإسحاق المؤتمن بن جعفر بن محمد بن علي بن الحسين بن علي بن أبي طالب، وتم الزواج في رجب 161 هـ، فأنجبت له القاسم وأم كلثوم. وفي سنة 193 هـ، رحلت نفيسة مع أسرتها إلى مصر، مروا في طريقهم بقبر الخليل، وحين علم أهل مصر بقدومهم خرجوا لاستقبالهم في العريش. وصلت نفيسة إلى القاهرة في 26 رمضان 193 هـ، ورحّب بها أهل مصر، وأقبلوا عليها يلتمسون منها العلم حتى كادوا يشغلونها عما اعتادت عليه من عبادات، فخرجت عليهم قائلة: «كنتُ قد اعتزمت المقام عندكم، غير أني امرأة ضعيفة، وقد تكاثر حولي الناس فشغلوني عن أورادي، وجمع زاد معادي، وقد زاد حنيني إلى روضة جدي المصطفى.» ففزعوا لقولها، ورفضوا رحيلها، حتى تدخَّل والي مصر السري بن الحكم وقال لها: «يا ابنة رسول الله، إني كفيل بإزالة ما تشكين منه». فوهبها دارًا واسعة، وحدد يومين في الأسبوع يزورها الناس فيهما طلبًا للعلم والنصيحة، لتتفرغ هي للعبادة بقية الأسبوع. فرضيت وبقيت. ولمَّا وفد الشافعي إلى مصر سنة 198 هـ، توثقت صلته بنفيسة بنت الحسن، واعتاد أن يزورها وهو في طريقه إلى حلقات درسه في مسجد الفسطاط، وفي طريق عودته إلى داره، وكان يصلي بها التراويح في مسجدها في رمضان، وكلما ذهب إليها سألها الدعاء. وأوصى أن تصلي عليه السيدة نفيسة في جنازته، فمرت الجنازة بدارها حين وفاته عام 204 هـ، وصلّت عليه إنفاذًا لوصيته.

## شخصيتها
عُرف عن نفيسة بنت الحسن زهدها وحسن عبادتها وعدلها، فيُروى أنها لما كانت بالمدينة كانت تمضي أكثر وقتها في المسجد النبوي تتعبد، وتروي زينب ابنة أخيها يحيى المتوج قائلة: «خدمتُ عمّتي السيدة نفيسة أربعينَ عامًا، فما رأيتها نامَت بلَيل، ولا أفطرت إلا العيدين وأيام التشريق، فقلت لها: أمَا ترفُقِين بنفسِك؟ فقالت: كيف أرفُق بنفسي وأمامي عَقَبات لا يقطَعُهُنّ إلا الفائزون؟ وكانت تقول: كانت عمتي تحفَظ القرآن وتفسِّره، وكانت تقرأ القرآنَ وتَبكي.» وقيل أنها حفرت قبرها الذي دُفنت فيه بيديها، وكانت تنزل فيه وتصلي كثيرًا، وقرأت فيه المصحف مائة وتسعين مرة وهي تبكي بكاءً شديدًا. كما ذكروا أنها حجّت أكثر من ثلاثين حجة أكثرها ماشية، كانت فيها تتعلق بأستارالكعبة وتقول: 
 كما كانت شديدة في الحق لا تهاب الأمراء.
وقد غالى البعض في شخصيتها ونسبوا لها كرامات كثيرة يقول شمس الدين الذهبي عنها في كتابه سير أعلام النبلاء: «ولجهلة المصريين فيها اعتقاد يتجاوز الوصف، ولا يجوز مما فيه من الشرك، ويسجدون لها، ويلتمسون منها المغفرة، وكان ذلك من دسائس دعاة العبيدية.» ومن تلك المزاعم عن الكرامات أن جارة لها يهودية تركت ابنتها المشلولة عندها لما أرادت أن تذهب إلى الحمام، ثم توضأت نفيسة بنت الحسن فجرى ماء وضوئها إلى البنت فأخذت منه شيئًا بيدها ومسحت به على رجليها فوقفت وشفيت من الشلل، فأسلمت الأم وزوجها وابنتها وجملة من جيرانهم اليهود. وأن النيل لم يفض في عام، فشكا لها الناس، فأعطتهم قناعها وقالت لهم ألقوه في النيل، ففاض. وأن امرأة ذمّية أُسر ابنها، فأتت إلى نفيسة وسألتها الدعاء ليردّ الله ابنها. فلما كان الليل رجع ابنها، فسألته عن خبره، فقال: «يا أمّاه لم أشعر إلاّ ويد قد وقعت على القيد الذي كان في رجليَّ، وقائل يقول: أطلقوه قد شفعت فيه نفيسة بنت الحسن. فوالذي يُحلَفُ به يا أمّاه لقد كُسر قيدي وما شعرت بنفسي إلاّ وأنا واقف بباب هذه الدار.»، فأسلمت المرأة وابنها.

## وفاتها
في رجب 208 هـ، أصاب نفيسة بنت الحسن المرض، وظل يشتد عليها حتى توفيت في مصر في رمضان سنة 208 هـ، فبكاها أهل مصر، وحزنوا لموتها حزنًا شديدًا، وكان يوم دفنها مشهودًا، ازدحم فيه الناس لتشييعها. ولنفيسة بنت الحسن جامع مشهور في مصر يختلف إليه الكثيرين من مريدي السيدة نفيسة.

## وصلات خارجية
- السيدة نفيسة ... عطاء دائم